# Terremoto del Vulture de 1851

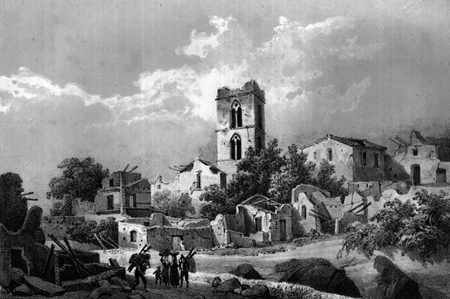
Algunos de los daños causados por el terremoto en la ciudad de Melfi.

El terremoto del Vulture de 1851 fue un terremoto con una magnitud de momento de 6,4 que sacudió la región norte de Basilicata, y en particular, los lugares comunes en las laderas del Monte Vulture.

## Municipios afectados
Los municipios más afectados por el terremoto fueron las de Melfi, Barile, Rapolla, Rionero in Vulture y Venosa.

## Víctimas y daños materiales
El sismo principal ocurrió a las 14:20 hora local. Varios edificios, públicos y privados, fueron severamente dañados o completamente colapsados. Se contaron numerosas muertes, y se estiman en 700 en la ciudad de Melfi, 120 en Barile, 70 en Rapolla, 64 en Rionero in Vulture, 4 en Venosa y una en Lavello.

## Fuente
- Esta obra contiene una traducción total derivada de «Terremoto del Vulture del 1851» de Wikipedia en italiano, concretamente de esta versión del 31 de marzo de 2015, publicada por sus editores bajo la Licencia de documentación libre de GNU y la Licencia Creative Commons Atribución-CompartirIgual 4.0 Internacional.